# 亨格福德鎮區 (愛荷華州普利茅斯縣)
亨格福德鎮區（英語：Hungerford Township）是位於美國愛荷華州普利茅斯縣的一個行政鎮區。

## 地方資料
根據2010年美國人口普查的數據，亨格福德鎮區的面積為93.47平方千米，當中陸地面積為93.41平方千米，而水域面積為0.06平方千米。當地共有人口1823人，而人口密度為每平方千米19.5人。